# 40440 Dobrovský
(40440) Dobrovský, denumire internațională (40440) Dobrovsky, este un asteroid din centura principală de asteroizi.

## Descriere
40440 Dobrovský este un asteroid din centura principală de asteroizi. A fost descoperit pe 11 septembrie 1999 la Observatorul din Ondřejov de Petr Pravec și Peter Kušnirák. Asteroidul prezintă o orbită caracterizată de o semiaxă mare de 3,04 ua, o excentricitate de 0,10 și o înclinație de 9,9° în raport cu ecliptica.